# Mariano Aldama
Mariano Aldama fue un insurgente mexicano que participó en el proceso de Independencia de México.